# Fußball-Weltmeisterschaft 1998/Finalrunde
Die Finalrunde der Fußball-Weltmeisterschaft 1998 war ein vom 27. Juni bis 12. Juli 1998 ausgetragener Bestandteil der 16. Fußball-Weltmeisterschaft der Männer in Frankreich. Dieser Artikel behandelt die einzelnen Spiele dieser Finalrunde und ihre Resultate.

## Übersicht

### Qualifizierte Teams
Durch ihre Ergebnisse in der Gruppenphase der Fußball-Weltmeisterschaft in Frankreich hatten sich 16 Mannschaften für die Finalrunde qualifiziert:
| Gruppe A     | Gruppe B   | Gruppe C      | Gruppe D    | Gruppe E       | Gruppe F          | Gruppe G    | Gruppe H       |
| ------------ | ---------- | ------------- | ----------- | -------------- | ----------------- | ----------- | -------------- |
| 1. Brasilien | 1. Italien | 1. Frankreich | 1. Nigeria  | 1. Niederlande | 1. Deutschland    | 1. Rumänien | 1. Argentinien |
| 2. Norwegen  | 2. Chile   | 2. Dänemark   | 2. Paraguay | 2. Mexiko      | 2. BR Jugoslawien | 2. England  | 2. Kroatien    |

### Finalrunde
|  | Achtelfinale    | Achtelfinale |             |          | Viertelfinale    | Viertelfinale |  |  | Halbfinale | Halbfinale |  |  | Finale | Finale |
|  |                 |              |             |          |                  |               |  |  |            |            |  |  |        |        |
|  |                 |              |             |          |                  |               |  |  |            |            |  |  |        |        |
|  | A1: Brasilien   | 4            |             |          |                  |               |  |  |            |            |  |  |        |        |
|  | A1: Brasilien   | 4            |             |          |                  |               |  |  |            |            |  |  |        |        |
|  | B2: Chile       | 1            |             |          |                  |               |  |  |            |            |  |  |        |        |
|  | B2: Chile       | 1            | Brasilien   | 3        |                  |               |  |  |            |            |  |  |        |        |
|  |                 |              | Brasilien   | 3        |                  |               |  |  |            |            |  |  |        |        |
|  |                 | Dänemark     | 2           |          |                  |               |  |  |            |            |  |  |        |        |
|  | D1: Nigeria     | Dänemark     | 2           | 1        |                  |               |  |  |            |            |  |  |        |        |
|  | D1: Nigeria     |              |             | 1        |                  |               |  |  |            |            |  |  |        |        |
|  | C2: Dänemark    | 4            |             |          |                  |               |  |  |            |            |  |  |        |        |
|  | C2: Dänemark    | 4            | Brasilien   | 21 (4)2  |                  |               |  |  |            |            |  |  |        |        |
|  |                 |              | Brasilien   | 21 (4)2  |                  |               |  |  |            |            |  |  |        |        |
|  |                 | Niederlande  | 1 (2)       |          |                  |               |  |  |            |            |  |  |        |        |
|  | E1: Niederlande | Niederlande  | 1 (2)       | 2        |                  |               |  |  |            |            |  |  |        |        |
|  | E1: Niederlande |              |             | 2        |                  |               |  |  |            |            |  |  |        |        |
|  | F2: Jugoslawien | 1            |             |          |                  |               |  |  |            |            |  |  |        |        |
|  | F2: Jugoslawien | 1            | Niederlande | 2        |                  |               |  |  |            |            |  |  |        |        |
|  |                 |              | Niederlande | 2        |                  |               |  |  |            |            |  |  |        |        |
|  |                 | Argentinien  | 1           |          |                  |               |  |  |            |            |  |  |        |        |
|  | H1: Argentinien | Argentinien  | 1           | 22 (4)2  |                  |               |  |  |            |            |  |  |        |        |
|  | H1: Argentinien |              |             | 22 (4)2  |                  |               |  |  |            |            |  |  |        |        |
|  | G2: England     | 2 (3)        |             |          |                  |               |  |  |            |            |  |  |        |        |
|  | G2: England     | 2 (3)        | Brasilien   | 0        |                  |               |  |  |            |            |  |  |        |        |
|  |                 |              | Brasilien   | 0        |                  |               |  |  |            |            |  |  |        |        |
|  |                 | Frankreich   | 3           |          |                  |               |  |  |            |            |  |  |        |        |
|  | B1: Italien     | Frankreich   | 3           | 1        |                  |               |  |  |            |            |  |  |        |        |
|  | B1: Italien     |              |             | 1        |                  |               |  |  |            |            |  |  |        |        |
|  | A2: Norwegen    | 0            |             |          |                  |               |  |  |            |            |  |  |        |        |
|  | A2: Norwegen    | 0            | Italien     | 0 (3)    |                  |               |  |  |            |            |  |  |        |        |
|  |                 |              | Italien     | 0 (3)    |                  |               |  |  |            |            |  |  |        |        |
|  |                 | Frankreich   | 20 (4)2     |          |                  |               |  |  |            |            |  |  |        |        |
|  | C1: Frankreich  | Frankreich   | 20 (4)2     | 1        |                  |               |  |  |            |            |  |  |        |        |
|  | C1: Frankreich  |              |             | 1        |                  |               |  |  |            |            |  |  |        |        |
|  | D2: Paraguay    | 0            |             |          |                  |               |  |  |            |            |  |  |        |        |
|  | D2: Paraguay    | 0            | Frankreich  | 2        |                  |               |  |  |            |            |  |  |        |        |
|  |                 |              | Frankreich  | 2        |                  |               |  |  |            |            |  |  |        |        |
|  |                 | Kroatien     | 1           |          |                  |               |  |  |            |            |  |  |        |        |
|  | F1: Deutschland | Kroatien     | 1           | 2        |                  |               |  |  |            |            |  |  |        |        |
|  | F1: Deutschland |              |             | 2        |                  |               |  |  |            |            |  |  |        |        |
|  | E2: Mexiko      | 1            |             |          |                  |               |  |  |            |            |  |  |        |        |
|  | E2: Mexiko      | 1            | Deutschland | 0        |                  |               |  |  |            |            |  |  |        |        |
|  |                 |              | Deutschland | 0        | Spiel um Platz 3 |               |  |  |            |            |  |  |        |        |
|  |                 | Kroatien     | 3           |          |                  |               |  |  |            |            |  |  |        |        |
|  | G1: Rumänien    | Kroatien     | 3           | 0        | Niederlande      | 1             |  |  |            |            |  |  |        |        |
|  | G1: Rumänien    |              |             | 0        | Niederlande      | 1             |  |  |            |            |  |  |        |        |
|  | H2: Kroatien    | 1            |             | Kroatien | 2                |               |  |  |            |            |  |  |        |        |

1 Sieg nach Golden Goal
2 Sieg im Elfmeterschießen

## Achtelfinale

### Italien – Norwegen 1:0 (1:0)
| Italien                                                   | Italien | Norwegen | Norwegen |
| --------------------------------------------------------- | --- | --- | -------- |
| Italien                                                   | \| 1. Achtelfinale \| \| 27. Juni 1998 um 16:30 Uhr in Marseille (Stade Vélodrome) \| \| Zuschauer: 55.000 \| \| Schiedsrichter: Bernd Heynemann ( Deutschland) \| \| Spielbericht \| | \| 1. Achtelfinale \| \| 27. Juni 1998 um 16:30 Uhr in Marseille (Stade Vélodrome) \| \| Zuschauer: 55.000 \| \| Schiedsrichter: Bernd Heynemann ( Deutschland) \| \| Spielbericht \|                                                        | Norwegen |
| Italien                                                   | Gianluca Pagliuca – Alessandro Costacurta, Giuseppe Bergomi, Fabio Cannavaro, Paolo Maldini – Francesco Moriero (63. Angelo Di Livio), Demetrio Albertini (73. Gianluca Pessotto), Luigi Di Biagio, Dino Baggio – Alessandro Del Piero (78. Enrico Chiesa), Christian Vieri Cheftrainer: Cesare Maldini | Frode Grodås – Henning Berg, Dan Eggen, Ronny Johnsen, Stig Inge Bjørnebye – Erik Mykland, Kjetil Rekdal, Vidar Riseth – Håvard Flo (73. Ole Gunnar Solskjær), Øyvind Leonhardsen (13. Roar Strand) – Tore André Flo Cheftrainer: Egil Olsen | Norwegen |
| Italien                                                   | 1:0 Vieri (18.) | | Norwegen |
| Italien                                                   | Maldini, Di Biagio, Moriero | Rekdal, Mykland, H.Flo | Norwegen |
| 1. Achtelfinale                                           | | |          |
| 27. Juni 1998 um 16:30 Uhr in Marseille (Stade Vélodrome) | | |          |
| Zuschauer: 55.000                                         | | |          |
| Schiedsrichter: Bernd Heynemann ( Deutschland)            | | |          |
| Spielbericht                                              | | |          |

### Brasilien – Chile 4:1 (3:0)
| Brasilien                                              | Brasilien | Chile | Chile |
| ------------------------------------------------------ | --- | --- | ----- |
| Brasilien                                              | \| 2. Achtelfinale \| \| 27. Juni 1998 um 21:00 Uhr in Paris (Parc des Princes) \| \| Zuschauer: 45.500 \| \| Schiedsrichter: Marc Batta ( Frankreich) \| \| Spielbericht \|          | \| 2. Achtelfinale \| \| 27. Juni 1998 um 21:00 Uhr in Paris (Parc des Princes) \| \| Zuschauer: 45.500 \| \| Schiedsrichter: Marc Batta ( Frankreich) \| \| Spielbericht \|                                                                                      | Chile |
| Brasilien                                              | Cláudio Taffarel – Cafu, Júnior Baiano, Aldair (77. Gonçalves), Roberto Carlos – Leonardo, Dunga , César Sampaio, Rivaldo – Ronaldo, Bebeto (65. Denílson) Cheftrainer: Mário Zagallo | Nelson Tapia – Pedro Reyes, Ronald Fuentes, Javier Margas – Fernando Cornejo, Clarence Acuña (80. Luis Musrri), Miguel Ramírez (46. Marcelo Vega), Mauricio Aros – José Luis Sierra (46. Fabián Estay) – Iván Zamorano , Marcelo Salas Cheftrainer: Nelson Acosta | Chile |
| Brasilien                                              | 1:0 César Sampaio (12.) 2:0 César Sampaio (27.) 3:0 Ronaldo (45., Foulelfmeter) 4:1 Ronaldo (70.)                                                                                     | 3:1 Salas (68.) | Chile |
| Brasilien                                              | Cafu, Leonardo | Tapia, Fuentes | Chile |
| 2. Achtelfinale                                        | | |       |
| 27. Juni 1998 um 21:00 Uhr in Paris (Parc des Princes) | | |       |
| Zuschauer: 45.500                                      | | |       |
| Schiedsrichter: Marc Batta ( Frankreich)               | | |       |
| Spielbericht                                           | | |       |

### Frankreich – Paraguay 1:0 n.GG
| Frankreich                                                  | Frankreich | Paraguay | Paraguay |
| ----------------------------------------------------------- | --- | --- | -------- |
| Frankreich                                                  | \| 3. Achtelfinale \| \| 28. Juni 1998 um 16:30 Uhr in Lens (Stade Félix Bollaert) \| \| Zuschauer: 31.800 \| \| Schiedsrichter: Ali Bujsaim ( Vereinigte Arabische Emirate) \| \| Spielbericht \|                                                                                    | \| 3. Achtelfinale \| \| 28. Juni 1998 um 16:30 Uhr in Lens (Stade Félix Bollaert) \| \| Zuschauer: 31.800 \| \| Schiedsrichter: Ali Bujsaim ( Vereinigte Arabische Emirate) \| \| Spielbericht \|                                                                                                  | Paraguay |
| Frankreich                                                  | Fabien Barthez – Lilian Thuram, Marcel Desailly, Laurent Blanc, Bixente Lizarazu – Didier Deschamps , Emmanuel Petit (69. Alain Boghossian) – Thierry Henry (65. Robert Pires), Youri Djorkaeff, Bernard Diomède (76. Stéphane Guivarc’h) – David Trezeguet Cheftrainer: Aimé Jacquet | José Luis Chilavert – Francisco Arce, Carlos Gamarra, Celso Ayala, Pedro Sarabia – Roberto Acuña, Julio César Enciso, Carlos Paredes (74. Denis Caniza) – Miguel Ángel Benítez, Jorge Luis Campos (55. Julio César Yegros) – José Cardozo (91. Arístides Rojas) Cheftrainer: Paulo César Carpegiani | Paraguay |
| Frankreich                                                  | 1:0 Blanc (114., Golden Goal) | | Paraguay |
| Frankreich                                                  | Chilavert, Arce, Enciso, Rojas, Benítez | | Paraguay |
| 3. Achtelfinale                                             | | |          |
| 28. Juni 1998 um 16:30 Uhr in Lens (Stade Félix Bollaert)   | | |          |
| Zuschauer: 31.800                                           | | |          |
| Schiedsrichter: Ali Bujsaim ( Vereinigte Arabische Emirate) | | |          |
| Spielbericht                                                | | |          |

### Nigeria – Dänemark 1:4 (0:2)
| Nigeria                                                           | Nigeria | Dänemark | Dänemark |
| ----------------------------------------------------------------- | --- | --- | -------- |
| Nigeria                                                           | \| 4. Achtelfinale \| \| 28. Juni 1998 um 21:00 Uhr in Paris/Saint-Denis (Stade de France) \| \| Zuschauer: 77.000 \| \| Schiedsrichter: Urs Meier ( Schweiz) \| \| Spielbericht \|                                                                | \| 4. Achtelfinale \| \| 28. Juni 1998 um 21:00 Uhr in Paris/Saint-Denis (Stade de France) \| \| Zuschauer: 77.000 \| \| Schiedsrichter: Urs Meier ( Schweiz) \| \| Spielbericht \|                                                                       | Dänemark |
| Nigeria                                                           | Peter Rufai – Mutiu Adepoju, Uche Okechukwu , Taribo West, Celestine Babayaro – Sunday Oliseh – Finidi George, Jay-Jay Okocha, Garba Lawal (73. Tijani Babangida) – Nwankwo Kanu (65. Rashidi Yekini), Victor Ikpeba Cheftrainer: Bora Milutinović | Peter Schmeichel – Søren Colding, Marc Rieper, Jes Høgh, Jan Heintze – Martin Jørgensen, Thomas Helveg, Allan Nielsen – Michael Laudrup (84. Per Frandsen) – Brian Laudrup (78. Morten Wieghorst), Peter Møller (59. Ebbe Sand) Cheftrainer: Bo Johansson | Dänemark |
| Nigeria                                                           | 1:4 Babangida (78.) | 0:1 Møller (3.) 0:2 B. Laudrup (12.) 0:3 Sand (60.) 0:4 Helveg (76.) | Dänemark |
| Nigeria                                                           | Okocha | Rieper | Dänemark |
| 4. Achtelfinale                                                   | | |          |
| 28. Juni 1998 um 21:00 Uhr in Paris/Saint-Denis (Stade de France) | | |          |
| Zuschauer: 77.000                                                 | | |          |
| Schiedsrichter: Urs Meier ( Schweiz)                              | | |          |
| Spielbericht                                                      | | |          |

### Deutschland – Mexiko 2:1 (0:0)
| Deutschland                                                    | Deutschland | Mexiko | Mexiko |
| -------------------------------------------------------------- | --- | --- | ------ |
| Deutschland                                                    | \| 5. Achtelfinale \| \| 29. Juni 1998 um 16:30 Uhr in Montpellier (Stade de la Mosson) \| \| Zuschauer: 29.800 \| \| Schiedsrichter: Vítor Melo Pereira ( Portugal) \| \| Spielbericht \|                                                                                | \| 5. Achtelfinale \| \| 29. Juni 1998 um 16:30 Uhr in Montpellier (Stade de la Mosson) \| \| Zuschauer: 29.800 \| \| Schiedsrichter: Vítor Melo Pereira ( Portugal) \| \| Spielbericht \|                                                                                        | Mexiko |
| Deutschland                                                    | Andreas Köpke – Christian Wörns, Lothar Matthäus, Markus Babbel – Jörg Heinrich (58. Andreas Möller), Dietmar Hamann, Thomas Helmer (38. Christian Ziege), Michael Tarnat – Thomas Häßler (74. Ulf Kirsten) – Jürgen Klinsmann , Oliver Bierhoff Cheftrainer: Berti Vogts | Jorge Campos – Pável Pardo, Claudio Suárez, Duilio Davino, Raúl Lara – Marcelino Bernal (46. Salvador Carmona), Alberto García Aspe (86. Ricardo Peláez), Germán Villa – Francisco Palencia (53. Jesús Arellano) – Luis Hernández, Cuauhtémoc Blanco Cheftrainer: Manuel Lapuente | Mexiko |
| Deutschland                                                    | 1:1 Klinsmann (75.) 2:1 Bierhoff (86.) | 0:1 Hernández (47.) | Mexiko |
| Deutschland                                                    | Babbel, Matthäus, Tarnat, Hamann | Davino, Blanco | Mexiko |
| 5. Achtelfinale                                                | | |        |
| 29. Juni 1998 um 16:30 Uhr in Montpellier (Stade de la Mosson) | | |        |
| Zuschauer: 29.800                                              | | |        |
| Schiedsrichter: Vítor Melo Pereira ( Portugal)                 | | |        |
| Spielbericht                                                   | | |        |

### Niederlande – Jugoslawien 2:1 (1:0)
| Niederlande                                                | Niederlande | Jugoslawien | Jugoslawien |
| ---------------------------------------------------------- | --- | --- | ----------- |
| Niederlande                                                | \| 6. Achtelfinale \| \| 29. Juni 1998 um 21:00 Uhr in Toulouse (Stadium Municipal) \| \| Zuschauer: 33.500 \| \| Schiedsrichter: José María García-Aranda ( Spanien) \| \| Spielbericht \|             | \| 6. Achtelfinale \| \| 29. Juni 1998 um 21:00 Uhr in Toulouse (Stadium Municipal) \| \| Zuschauer: 33.500 \| \| Schiedsrichter: José María García-Aranda ( Spanien) \| \| Spielbericht \|                                                                                 | Jugoslawien |
| Niederlande                                                | Edwin van der Sar – Michael Reiziger, Jaap Stam, Frank de Boer , Arthur Numan – Clarence Seedorf, Edgar Davids, Phillip Cocu – Ronald de Boer, Dennis Bergkamp, Marc Overmars Cheftrainer: Guus Hiddink | Ivica Kralj – Zoran Mirković, Goran Djorović, Siniša Mihajlović (78. Niša Saveljić), Željko Petrović – Branko Brnović, Slobodan Komljenović, Slaviša Jokanović, Vladimir Jugović – Dragan Stojković (57. Dejan Savićević) – Predrag Mijatović Cheftrainer: Slobodan Santrač | Jugoslawien |
| Niederlande                                                | 1:0 Bergkamp (38.) 2:1 Davids (90.+2') | 1:1 Komljenović (48.) | Jugoslawien |
| Niederlande                                                | Djorović, Stojković, Mirković | | Jugoslawien |
| Niederlande                                                | Mijatović schießt Foulelfmeter an die Latte (52.) | | Jugoslawien |
| 6. Achtelfinale                                            | | |             |
| 29. Juni 1998 um 21:00 Uhr in Toulouse (Stadium Municipal) | | |             |
| Zuschauer: 33.500                                          | | |             |
| Schiedsrichter: José María García-Aranda ( Spanien)        | | |             |
| Spielbericht                                               | | |             |

### Rumänien – Kroatien 0:1 (0:1)
| Rumänien                                                     | Rumänien | Kroatien | Kroatien |
| ------------------------------------------------------------ | --- | --- | -------- |
| Rumänien                                                     | \| 7. Achtelfinale \| \| 30. Juni 1998 um 16:30 Uhr in Bordeaux (Stade Chaban-Delmas) \| \| Zuschauer: 31.800 \| \| Schiedsrichter: Javier Castrilli ( Argentinien) \| \| Spielbericht \| | \| 7. Achtelfinale \| \| 30. Juni 1998 um 16:30 Uhr in Bordeaux (Stade Chaban-Delmas) \| \| Zuschauer: 31.800 \| \| Schiedsrichter: Javier Castrilli ( Argentinien) \| \| Spielbericht \|                                             | Kroatien |
| Rumänien                                                     | Bogdan Stelea – Iulian Filipescu, Gheorghe Popescu, Liviu Ciobotariu – Dan Petrescu (76. Lucian Marinescu), Gabriel Popescu (61. Radu Niculescu), Constantin Gâlcă, Dorinel Munteanu – Gheorghe Hagi (57. Gheorghe Craioveanu) – Viorel Moldovan, Adrian Ilie Cheftrainer: Anghel Iordănescu | Dražen Ladić – Slaven Bilić, Igor Štimac, Dario Šimić – Mario Stanić (83. Igor Tudor), Krunoslav Jurčić, Aljoša Asanović, Robert Jarni – Zvonimir Boban – Goran Vlaović (77. Petar Krpan), Davor Šuker Cheftrainer: Miroslav Blažević | Kroatien |
| Rumänien                                                     | 0:1 Šuker (45.+2', Foulelfmeter) | | Kroatien |
| Rumänien                                                     | Ilie, Petrescu, Gh. Popescu | Boban, Bilić | Kroatien |
| 7. Achtelfinale                                              | | |          |
| 30. Juni 1998 um 16:30 Uhr in Bordeaux (Stade Chaban-Delmas) | | |          |
| Zuschauer: 31.800                                            | | |          |
| Schiedsrichter: Javier Castrilli ( Argentinien)              | | |          |
| Spielbericht                                                 | | |          |

### Argentinien – England 2:2 n.V. (2:2, 2:2), 4:3 i.E.
| Argentinien                                                           | Argentinien | England | England |
| --------------------------------------------------------------------- | --- | --- | ------- |
| Argentinien                                                           | \| 8. Achtelfinale \| \| 30. Juni 1998 um 21:00 Uhr in Saint-Étienne (Stade Geoffroy-Guichard) \| \| Zuschauer: 36.000 \| \| Schiedsrichter: Kim Milton Nielsen ( Dänemark) \| \| Spielbericht \|                                                                          | \| 8. Achtelfinale \| \| 30. Juni 1998 um 21:00 Uhr in Saint-Étienne (Stade Geoffroy-Guichard) \| \| Zuschauer: 36.000 \| \| Schiedsrichter: Kim Milton Nielsen ( Dänemark) \| \| Spielbericht \|                                                   | England |
| Argentinien                                                           | Carlos Roa – Nelson Vivas, Roberto Ayala, José Chamot – Javier Zanetti, Juan Sebastián Verón, Matías Almeyda, Diego Simeone (91. Sergio Berti) – Ariel Ortega – Gabriel Batistuta (68. Hernán Crespo), Claudio López (68. Marcelo Gallardo) Cheftrainer: Daniel Passarella | David Seaman – Gary Neville, Tony Adams, Sol Campbell – Darren Anderton (97. David Batty), Paul Ince, David Beckham, Graeme Le Saux (71. Gareth Southgate) – Paul Scholes (78. Paul Merson) – Alan Shearer , Michael Owen Cheftrainer: Glenn Hoddle | England |
| Argentinien                                                           | 1:0 Batistuta (6., Foulelfmeter) 2:2 Zanetti (45.) | 1:1 Shearer (10., Foulelfmeter) 1:2 Owen (16.) | England |
| Argentinien                                                           | Elfmeterschießen | | England |
| Argentinien                                                           | 1:0 Berti Seaman hält gegen Crespo 2:1 Verón 3:2 Gallardo 4:3 Ayala | 1:1 Shearer Roa hält gegen Ince 2:2 Merson 3:3 Owen Roa hält gegen Batty | England |
| Argentinien                                                           | Roa, Almeyda, Verón, Simeone | Seaman, Ince | England |
| Argentinien                                                           | Beckham (47., Tätlichkeit) | | England |
| 8. Achtelfinale                                                       | | |         |
| 30. Juni 1998 um 21:00 Uhr in Saint-Étienne (Stade Geoffroy-Guichard) | | |         |
| Zuschauer: 36.000                                                     | | |         |
| Schiedsrichter: Kim Milton Nielsen ( Dänemark)                        | | |         |
| Spielbericht                                                          | | |         |

## Viertelfinale

### Italien – Frankreich 0:0 n.V., 3:4 i.E.
| Italien                                                          | Italien | Frankreich | Frankreich |
| ---------------------------------------------------------------- | --- | --- | ---------- |
| Italien                                                          | \| 1. Viertelfinale \| \| 3. Juli 1998 um 16:30 Uhr in Paris/Saint-Denis (Stade de France) \| \| Zuschauer: 77.000 \| \| Schiedsrichter: Hugh Dallas ( Schottland) \| \| Spielbericht \| | \| 1. Viertelfinale \| \| 3. Juli 1998 um 16:30 Uhr in Paris/Saint-Denis (Stade de France) \| \| Zuschauer: 77.000 \| \| Schiedsrichter: Hugh Dallas ( Schottland) \| \| Spielbericht \|                                                                             | Frankreich |
| Italien                                                          | Gianluca Pagliuca – Alessandro Costacurta, Giuseppe Bergomi, Fabio Cannavaro, Paolo Maldini – Francesco Moriero, Luigi Di Biagio, Dino Baggio (52. Demetrio Albertini), Gianluca Pessotto (90. Angelo Di Livio) – Alessandro Del Piero (67. Roberto Baggio), Christian Vieri Cheftrainer: Cesare Maldini | Fabien Barthez – Lilian Thuram, Marcel Desailly, Laurent Blanc, Bixente Lizarazu – Christian Karembeu (65. Thierry Henry), Didier Deschamps , Emmanuel Petit – Youri Djorkaeff, Zinédine Zidane – Stéphane Guivarc’h (65. David Trezeguet) Cheftrainer: Aimé Jacquet | Frankreich |
| Italien                                                          | Elfmeterschießen | | Frankreich |
| Italien                                                          | 1:1 R. Baggio Barthez hält gegen Albertini 2:2 Costacurta 3:3 Vieri Di Biagio schießt an die Latte | 0:1 Zidane Pagliuca hält gegen Lizarazu 1:2 Trezeguet 2:3 Henry 3:4 Blanc | Frankreich |
| Italien                                                          | Bergomi, Costacurta, Del Piero | Deschamps, Guivarc’h | Frankreich |
| 1. Viertelfinale                                                 | | |            |
| 3. Juli 1998 um 16:30 Uhr in Paris/Saint-Denis (Stade de France) | | |            |
| Zuschauer: 77.000                                                | | |            |
| Schiedsrichter: Hugh Dallas ( Schottland)                        | | |            |
| Spielbericht                                                     | | |            |

### Brasilien – Dänemark 3:2 (2:1)
| Brasilien                                                   | Brasilien | Dänemark | Dänemark |
| ----------------------------------------------------------- | --- | --- | -------- |
| Brasilien                                                   | \| 2. Viertelfinale \| \| 3. Juli 1998 um 21:00 Uhr in Nantes (Stade Louis-Fonteneau) \| \| Zuschauer: 35.500 (ausverkauft) \| \| Schiedsrichter: Gamal al-Ghandour ( Ägypten) \| \| Spielbericht \| | \| 2. Viertelfinale \| \| 3. Juli 1998 um 21:00 Uhr in Nantes (Stade Louis-Fonteneau) \| \| Zuschauer: 35.500 (ausverkauft) \| \| Schiedsrichter: Gamal al-Ghandour ( Ägypten) \| \| Spielbericht \|                                                                                                  | Dänemark |
| Brasilien                                                   | Cláudio Taffarel – Cafu, Júnior Baiano, Aldair, Roberto Carlos – Leonardo (72. Emerson), Dunga , César Sampaio, Rivaldo (88. Zé Roberto) – Ronaldo, Bebeto (64. Denílson) Cheftrainer: Mário Zagallo | Peter Schmeichel – Søren Colding, Marc Rieper, Jes Høgh, Jan Heintze – Martin Jørgensen, Thomas Helveg (88. Michael Schjønberg), Allan Nielsen (46. Stig Tøfting) – Michael Laudrup (84. Per Frandsen) – Brian Laudrup (78. Morten Wieghorst), Peter Møller (67. Ebbe Sand) Cheftrainer: Bo Johansson | Dänemark |
| Brasilien                                                   | 1:1 Bebeto (10.) 2:1 Rivaldo (25.) 3:2 Rivaldo (59.) | 0:1 Jørgensen (2.) 2:2 B. Laudrup (50.) | Dänemark |
| Brasilien                                                   | Cafu (2./gesperrt), Roberto Carlos, Aldair | Helveg, Colding, Töfting | Dänemark |
| 2. Viertelfinale                                            | | |          |
| 3. Juli 1998 um 21:00 Uhr in Nantes (Stade Louis-Fonteneau) | | |          |
| Zuschauer: 35.500 (ausverkauft)                             | | |          |
| Schiedsrichter: Gamal al-Ghandour ( Ägypten)                | | |          |
| Spielbericht                                                | | |          |

### Niederlande – Argentinien 2:1 (1:1)
| Niederlande                                              | Niederlande | Argentinien | Argentinien |
| -------------------------------------------------------- | --- | --- | ----------- |
| Niederlande                                              | \| 3. Viertelfinale \| \| 4. Juli 1998 um 16:30 Uhr in Marseille (Stade Vélodrome) \| \| Zuschauer: 55.000 \| \| Schiedsrichter: Arturo Brizio Carter ( Mexiko) \| \| Spielbericht \|                                  | \| 3. Viertelfinale \| \| 4. Juli 1998 um 16:30 Uhr in Marseille (Stade Vélodrome) \| \| Zuschauer: 55.000 \| \| Schiedsrichter: Arturo Brizio Carter ( Mexiko) \| \| Spielbericht \|                                                                         | Argentinien |
| Niederlande                                              | Edwin van der Sar – Michael Reiziger, Jaap Stam, Frank de Boer , Arthur Numan – Ronald de Boer (64. Marc Overmars), Wim Jonk, Edgar Davids, Phillip Cocu – Dennis Bergkamp, Patrick Kluivert Cheftrainer: Guus Hiddink | Carlos Roa – Roberto Néstor Sensini, Roberto Ayala, José Chamot (89. Abel Balbo) – Javier Zanetti, Juan Sebastián Verón, Matías Almeyda (67. Mauricio Pineda), Diego Simeone – Ariel Ortega – Gabriel Batistuta, Claudio López Cheftrainer: Daniel Passarella | Argentinien |
| Niederlande                                              | 1:0 Kluivert (12.) 2:1 Bergkamp (90.) | 1:1 López (17.) | Argentinien |
| Niederlande                                              | Stam | Ortega, Sensini, Chamot | Argentinien |
| Niederlande                                              | Numan (76.) | | Argentinien |
| Niederlande                                              | Ortega (87., grobes Foulspiel) | | Argentinien |
| 3. Viertelfinale                                         | | |             |
| 4. Juli 1998 um 16:30 Uhr in Marseille (Stade Vélodrome) | | |             |
| Zuschauer: 55.000                                        | | |             |
| Schiedsrichter: Arturo Brizio Carter ( Mexiko)           | | |             |
| Spielbericht                                             | | |             |

### Deutschland – Kroatien 0:3 (0:1)
| Deutschland                                       | Deutschland | Kroatien | Kroatien |
| ------------------------------------------------- | --- | --- | -------- |
| Deutschland                                       | \| 4. Viertelfinale \| \| 4. Juli 1998 um 21:00 Uhr in Lyon (Stade Gerland) \| \| Zuschauer: 39.100 \| \| Schiedsrichter: Rune Pedersen ( Norwegen) \| \| Spielbericht \|                                                                           | \| 4. Viertelfinale \| \| 4. Juli 1998 um 21:00 Uhr in Lyon (Stade Gerland) \| \| Zuschauer: 39.100 \| \| Schiedsrichter: Rune Pedersen ( Norwegen) \| \| Spielbericht \|                                           | Kroatien |
| Deutschland                                       | Andreas Köpke – Christian Wörns, Lothar Matthäus, Jürgen Kohler – Jörg Heinrich, Dietmar Hamann (79. Olaf Marschall), Jens Jeremies, Michael Tarnat – Thomas Häßler (69. Ulf Kirsten) – Jürgen Klinsmann , Oliver Bierhoff Cheftrainer: Berti Vogts | Dražen Ladić – Slaven Bilić, Igor Štimac, Dario Šimić – Mario Stanić, Zvonimir Soldo, Aljoša Asanović, Robert Jarni – Zvonimir Boban – Goran Vlaović (83. Silvio Marić), Davor Šuker Cheftrainer: Miroslav Blažević | Kroatien |
| Deutschland                                       | 0:1 Jarni (45.+3') 0:2 Vlaović (80.) 0:3 Šuker (85.) | | Kroatien |
| Deutschland                                       | Tarnat, Heinrich | Šuker, Šimić | Kroatien |
| Deutschland                                       | Wörns (40., Notbremse) | | Kroatien |
| 4. Viertelfinale                                  | | |          |
| 4. Juli 1998 um 21:00 Uhr in Lyon (Stade Gerland) | | |          |
| Zuschauer: 39.100                                 | | |          |
| Schiedsrichter: Rune Pedersen ( Norwegen)         | | |          |
| Spielbericht                                      | | |          |

## Halbfinale

### Brasilien – Niederlande 1:1 n.V., (1:1, 0:0), 4:2 i.E.
| Brasilien                                                   | Brasilien | Niederlande | Niederlande |
| ----------------------------------------------------------- | --- | --- | ----------- |
| Brasilien                                                   | \| 1. Halbfinale \| \| 7. Juli 1998 um 21:00 Uhr in Marseille (Stade Vélodrome) \| \| Zuschauer: 54.000 \| \| Schiedsrichter: Ali Bujsaim ( Vereinigte Arabische Emirate) \| \| Spielbericht \| | \| 1. Halbfinale \| \| 7. Juli 1998 um 21:00 Uhr in Marseille (Stade Vélodrome) \| \| Zuschauer: 54.000 \| \| Schiedsrichter: Ali Bujsaim ( Vereinigte Arabische Emirate) \| \| Spielbericht \|                                                                             | Niederlande |
| Brasilien                                                   | Cláudio Taffarel – Zé Carlos, Júnior Baiano, Aldair, Roberto Carlos – Leonardo (85. Emerson), Dunga , César Sampaio, Rivaldo – Ronaldo, Bebeto (70. Denílson) Cheftrainer: Mário Zagallo        | Edwin van der Sar – Michael Reiziger (57. Aron Winter), Jaap Stam, Frank de Boer , Phillip Cocu – Ronald de Boer, Wim Jonk (111. Clarence Seedorf), Edgar Davids, Boudewijn Zenden (75. Pierre van Hooijdonk) – Dennis Bergkamp, Patrick Kluivert Cheftrainer: Guus Hiddink | Niederlande |
| Brasilien                                                   | 1:0 Ronaldo (46.) | 1:1 Kluivert (87.) | Niederlande |
| Brasilien                                                   | Elfmeterschießen | | Niederlande |
| Brasilien                                                   | 1:0 Ronaldo 2:1 Rivaldo 3:2 Emerson 4:2 Dunga | 1:1 F. de Boer 2:2 Bergkamp Taffarel hält gegen Cocu Taffarel hält gegen R. de Boer | Niederlande |
| Brasilien                                                   | Zé Carlos, César Sampaio | Reiziger, Davids, Seedorf, v.Hooijdonk | Niederlande |
| 1. Halbfinale                                               | | |             |
| 7. Juli 1998 um 21:00 Uhr in Marseille (Stade Vélodrome)    | | |             |
| Zuschauer: 54.000                                           | | |             |
| Schiedsrichter: Ali Bujsaim ( Vereinigte Arabische Emirate) | | |             |
| Spielbericht                                                | | |             |

### Frankreich – Kroatien 2:1 (0:0)
| Frankreich                                                       | Frankreich | Kroatien | Kroatien |
| ---------------------------------------------------------------- | --- | --- | -------- |
| Frankreich                                                       | \| 2. Halbfinale \| \| 8. Juli 1998 um 21:00 Uhr in Paris/Saint-Denis (Stade de France) \| \| Zuschauer: 76.000 \| \| Schiedsrichter: José María García-Aranda ( Spanien) \| \| Spielbericht \|                                                                                          | \| 2. Halbfinale \| \| 8. Juli 1998 um 21:00 Uhr in Paris/Saint-Denis (Stade de France) \| \| Zuschauer: 76.000 \| \| Schiedsrichter: José María García-Aranda ( Spanien) \| \| Spielbericht \|                                             | Kroatien |
| Frankreich                                                       | Fabien Barthez – Lilian Thuram, Marcel Desailly, Laurent Blanc, Bixente Lizarazu – Christian Karembeu (31. Thierry Henry), Didier Deschamps , Emmanuel Petit – Youri Djorkaeff (75. Frank Leboeuf), Zinédine Zidane – Stéphane Guivarc’h (69. David Trezeguet) Cheftrainer: Aimé Jacquet | Dražen Ladić – Slaven Bilić, Igor Štimac, Dario Šimić – Mario Stanić (89. Robert Prosinečki), Zvonimir Soldo, Aljoša Asanović, Robert Jarni – Zvonimir Boban (65. Silvio Marić) – Goran Vlaović, Davor Šuker Cheftrainer: Miroslav Blažević | Kroatien |
| Frankreich                                                       | 1:1 Thuram (47.) 2:1 Thuram (70.) | 0:1 Šuker (46.) | Kroatien |
| Frankreich                                                       | Stanić, Šimić, Asanović | | Kroatien |
| Frankreich                                                       | Blanc (76., grobes Foulspiel) | | Kroatien |
| 2. Halbfinale                                                    | | |          |
| 8. Juli 1998 um 21:00 Uhr in Paris/Saint-Denis (Stade de France) | | |          |
| Zuschauer: 76.000                                                | | |          |
| Schiedsrichter: José María García-Aranda ( Spanien)              | | |          |
| Spielbericht                                                     | | |          |

## Spiel um Platz 3

### Niederlande – Kroatien 1:2 (1:2)
| Niederlande                                            | Niederlande | Kroatien | Kroatien |
| ------------------------------------------------------ | --- | --- | -------- |
| Niederlande                                            | \| Spiel um Platz 3 \| \| 11. Juli 1998 um 21:00 Uhr in Paris (Parc des Princes) \| \| Zuschauer: 45.500 \| \| Schiedsrichter: Epifanio González ( Paraguay) \| \| Spielbericht \|                                                                   | \| Spiel um Platz 3 \| \| 11. Juli 1998 um 21:00 Uhr in Paris (Parc des Princes) \| \| Zuschauer: 45.500 \| \| Schiedsrichter: Epifanio González ( Paraguay) \| \| Spielbericht \|                                                             | Kroatien |
| Niederlande                                            | Edwin van der Sar – Jaap Stam, Frank de Boer , Arthur Numan – Clarence Seedorf, Wim Jonk, Edgar Davids, Phillip Cocu (46. Marc Overmars) – Dennis Bergkamp (58. Pierre van Hooijdonk), Boudewijn Zenden – Patrick Kluivert Cheftrainer: Guus Hiddink | Dražen Ladić – Slaven Bilić, Zvonimir Soldo, Igor Štimac – Robert Prosinečki (78. Goran Vlaović), Krunoslav Jurčić, Aljoša Asanović, Robert Jarni – Zvonimir Boban (87. Igor Tudor) – Mario Stanić, Davor Šuker Cheftrainer: Miroslav Blažević | Kroatien |
| Niederlande                                            | 1:1 Zenden (22.) | 0:1 Prosinecki (14.) 1:2 Šuker (36.) | Kroatien |
| Niederlande                                            | Jonk, Davids | Štimac, Jurcic, Stanić (2., gesperrt), Asanović (2., gesperrt) | Kroatien |
| Spiel um Platz 3                                       | | |          |
| 11. Juli 1998 um 21:00 Uhr in Paris (Parc des Princes) | | |          |
| Zuschauer: 45.500                                      | | |          |
| Schiedsrichter: Epifanio González ( Paraguay)          | | |          |
| Spielbericht                                           | | |          |

## Finale

### Brasilien – Frankreich 0:3 (0:2)
| Brasilien                                                         | Brasilien | Frankreich | Frankreich | Aufstellung                            |
| ----------------------------------------------------------------- | --- | --- | ---------- | -------------------------------------- |
| Brasilien                                                         | \| Finale \| \| 12. Juli 1998 um 21:00 Uhr in Paris/Saint-Denis (Stade de France) \| \| Zuschauer: 80.000 (ausverkauft) \| \| Schiedsrichter: Said Belqola ( Marokko) \| \| Spielbericht \| | \| Finale \| \| 12. Juli 1998 um 21:00 Uhr in Paris/Saint-Denis (Stade de France) \| \| Zuschauer: 80.000 (ausverkauft) \| \| Schiedsrichter: Said Belqola ( Marokko) \| \| Spielbericht \| | Frankreich | Aufstellung Brasilien gegen Frankreich |
| Brasilien                                                         | Cláudio Taffarel – Cafu, Júnior Baiano, Aldair, Roberto Carlos – Leonardo (46. Denílson), Dunga , César Sampaio (74. Edmundo), Rivaldo – Ronaldo, Bebeto Cheftrainer: Mário Zagallo         | Fabien Barthez – Lilian Thuram, Marcel Desailly, Frank Leboeuf, Bixente Lizarazu – Christian Karembeu (57. Alain Boghossian), Didier Deschamps , Emmanuel Petit – Youri Djorkaeff (76. Patrick Vieira), Zinédine Zidane – Stéphane Guivarc’h (66. Christophe Dugarry) Cheftrainer: Aimé Jacquet | Frankreich | Aufstellung Brasilien gegen Frankreich |
| Brasilien                                                         | 0:1 Zidane (27.) 0:2 Zidane (45.+1') 0:3 Petit (90.+3') | | Frankreich | Aufstellung Brasilien gegen Frankreich |
| Brasilien                                                         | J. Baiano | Karembeu, Deschamps | Frankreich | Aufstellung Brasilien gegen Frankreich |
| Brasilien                                                         | Desailly (68.) | | Frankreich | Aufstellung Brasilien gegen Frankreich |
| Brasilien                                                         | Spieler des Spiels: Zinedine Zidane | | Frankreich | Aufstellung Brasilien gegen Frankreich |
| Finale                                                            | | |            |                                        |
| 12. Juli 1998 um 21:00 Uhr in Paris/Saint-Denis (Stade de France) | | |            |                                        |
| Zuschauer: 80.000 (ausverkauft)                                   | | |            |                                        |
| Schiedsrichter: Said Belqola ( Marokko)                           | | |            |                                        |
| Spielbericht                                                      | | |            |                                        |